# 알크마르
알크마르(네덜란드어: Alkmaar)는 네덜란드 노르트홀란트주의 도시이다.

## 역사
알크마르는 중세 초기까지만 해도 작은 어촌에 불과했지만 마을이 점차 발전하면서 1254년에 시로 승격되었다. 알크마르는 1573년 네덜란드 독립전쟁 때 많은 시민들이 스페인군의 공격을 막았으며 1799년 프랑스 혁명 전쟁 때 바타비아 공화국과 프랑스 연합군이 이 곳에서 영국과 러시아 연합군을 격파했다. 이 때문에 파리 개선문에도 알크마르가 새겨져 있다.

## 문화

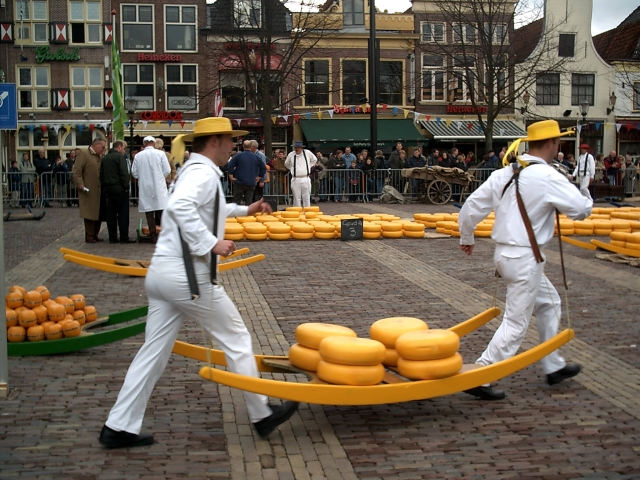
치즈 시장

알크마르는 치즈 시장으로도 유명한 도시이다. 치즈 시장은 매년 4월에서 9월까지 매주 금요일에 열리는데, 실제 치즈 거래가 이루어지는 것은 아니지만, 리본이 모자쓴 일꾼들이 운반기구에 둥근 치즈덩어리를 담아 나르며, 과거의 치즈 거래 풍경을 연출한다. 이 치즈 시장에는 연간 30만명의 관광객이 방문한다.
알크마르에는 치즈 박물관도 있는데, 과거 교회로 사용되던 곳을 개조해 만든 곳이다. 치즈 생산에 사용되는 장비를 비롯해 여러 치즈 관련 전시물들을 진열하고 있다.

## 스포츠
AZ는 1967년 설립된 알크마르를 연고지로 하는 축구 클럽이다.

## 인구
| 연도                                   | 인구   | ±% p.a. |
| -------------------------------------- | ------ | ------- |
| 1398                                   | 3,800  | —       |
| 1514                                   | 4,179  | +0.08%  |
| 1622                                   | 12,417 | +1.01%  |
| 1632                                   | 13,200 | +0.61%  |
| 1660                                   | 13,650 | +0.12%  |
| 1732                                   | 12,500 | −0.12%  |
| 1795                                   | 7,514  | −0.80%  |
| 출처: Lourens & Lucassen 1997, 54–55쪽 |        |         |

## 출신자
- 빌렘 블라외 (1571년), 지도 제작자
- 메티우스 (1571년), 기하학자, 천문학자
- 코르넬리스 드레벨 (1572년), 최초로 조종할 수 있는 잠수함을 만든 발명가
- 얀 얀스 벨테브레 (1595년), 표류 중 조선에 정착하여 귀화한 최초의 네덜란드인
- 케사르 반 에버딩헨 (ca. 1617년), 화가
- 레히너 얀센 (17세기), 미국에서 처음으로 퀘이커 교를 전파한 퀘이커 신자[4]
- 빌렘 데 페스 (1687년), 작곡가
- 알프레드 페트 (1920년)
- 루디 카렐 (1934년), 예능인
- 루디 비스 (1941년) 영국 경찰관
- 시빌라 데커 (1942년), 관료 장관
- 하름 오텐브로스 (1943년), 사이클 선수, 1969년 월드 챔피언
- 요스 퓐트 (1946년), 종군 목사
- 파트리크 캄메르트 (1950년), 군사 전략가
- 헤라르드 욜링 (1960년), 가수
- 마르코 보르사토 (1966년), 가수
- 야코 얀 레이우방 (1972년), 스피드 스케이팅 선수
- 에프라임 베크스 (1989년), 가수

## 자매 도시
- 영국 바스
- 독일 다름슈타트
- 프랑스 트루아
- 헝가리 타타
- 터키 베르가마
- 남아프리카 공화국 오이텐하게

## 갤러리

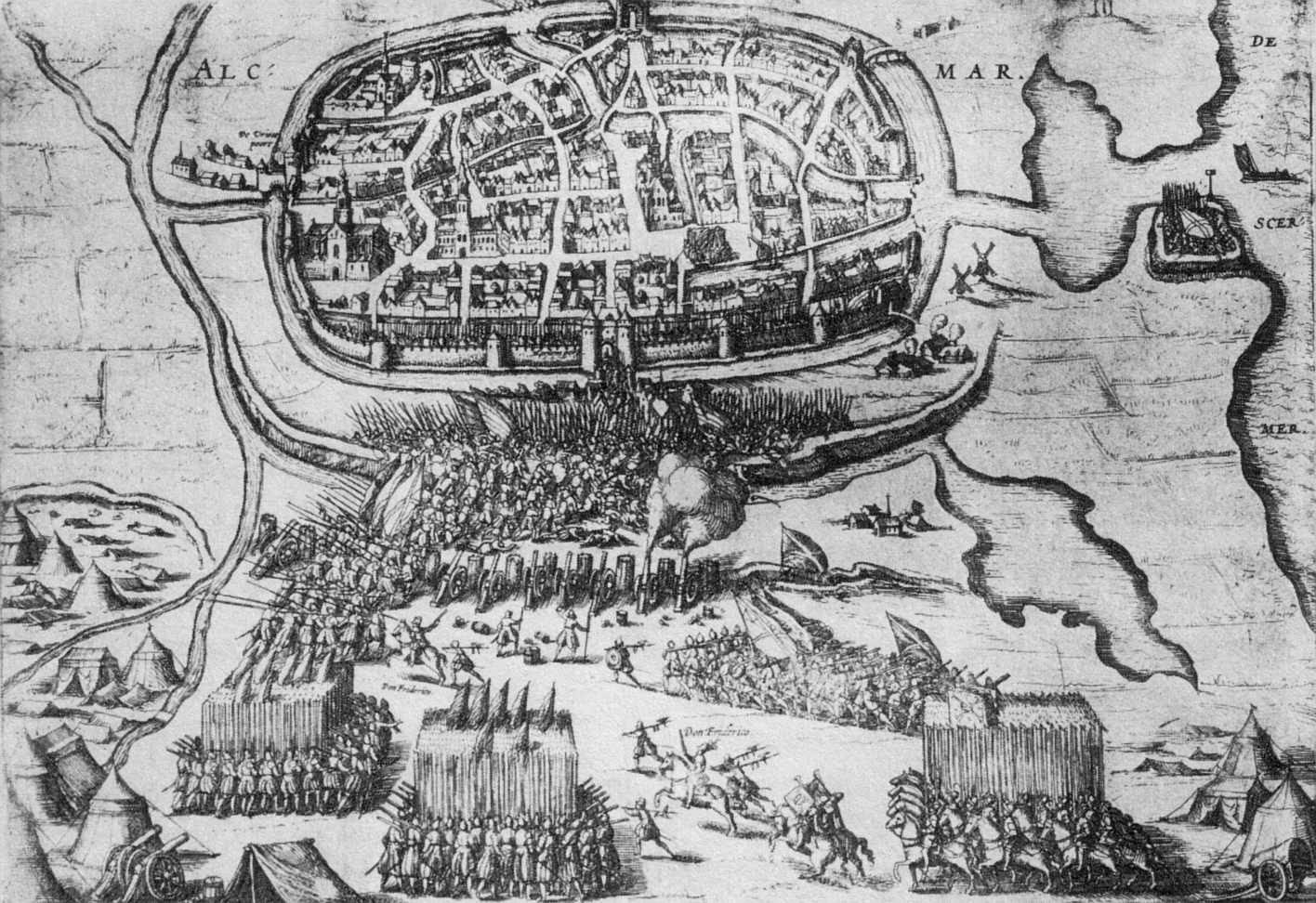
1573년에 일어난 알크마르 전투
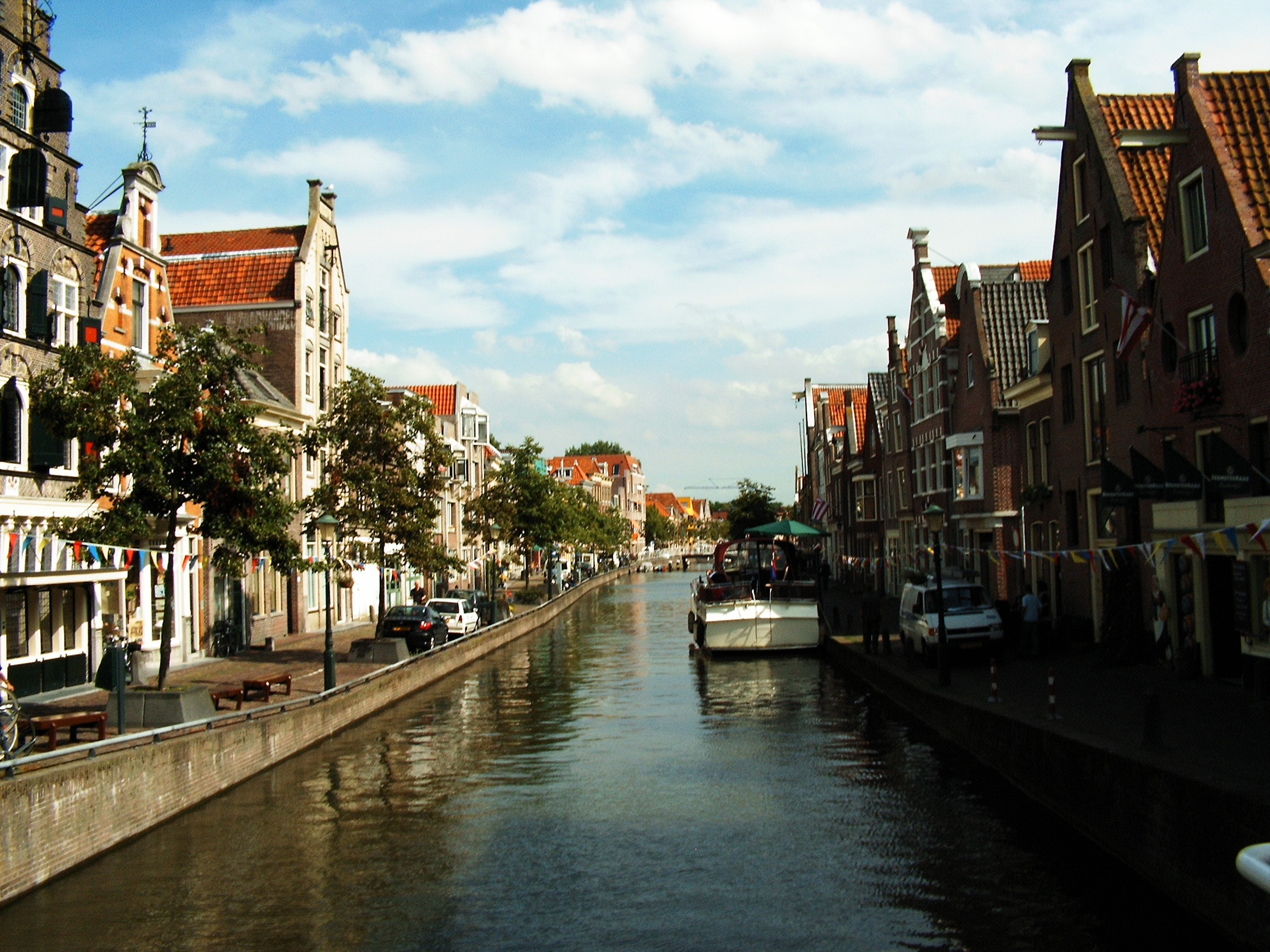
운하
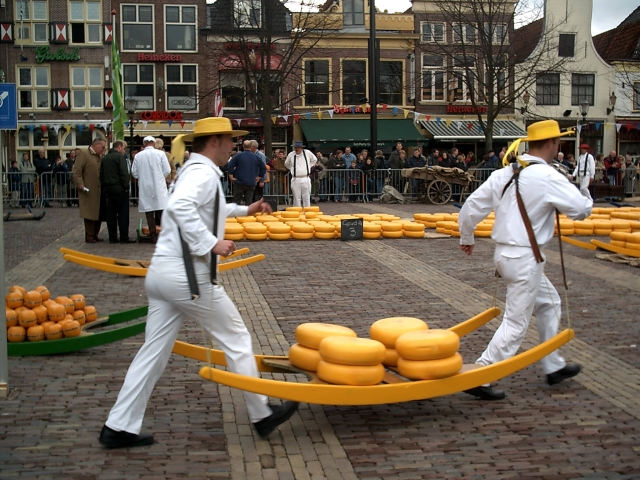
치즈 시장
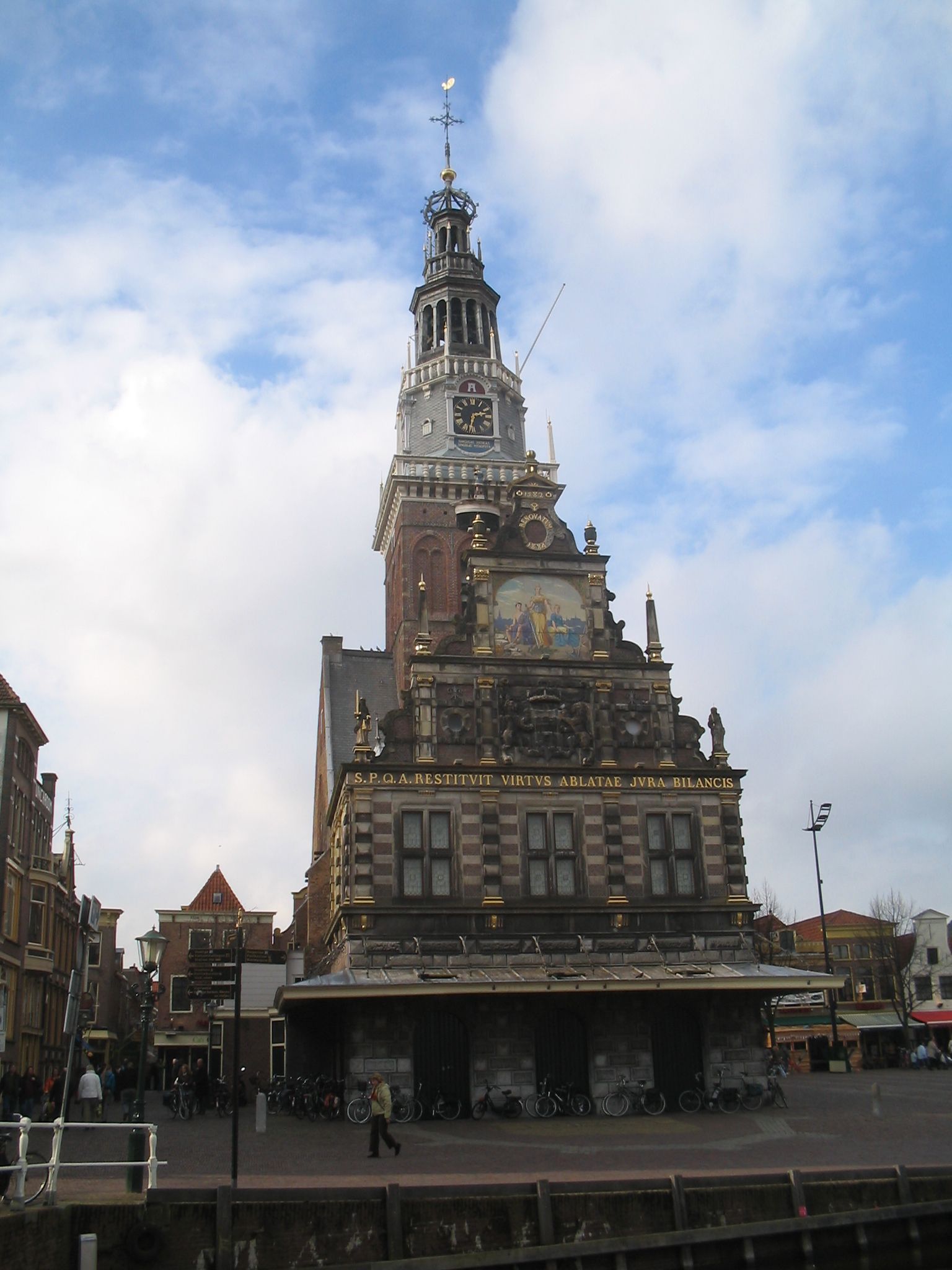
화물 계량소